# 久遠郡
久遠郡（日语：／ Kudō gun */?）為日本北海道檜山振興局的郡，位於檜山振興局北部。
郡名來自阿伊努語的「ku-un-tu」（有弓的海岬）或「kunne-etu/kun-etu」（黑色海岬）。

## 轄區
轄區包含1町：
- 瀨棚町

## 沿革

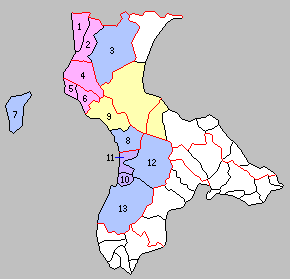
北海道一・二級町村制施行時久远郡下辖町村（5.久远村 6.贝取涧村 桃：濑棚町）

- 1869年8月15日：北海道設置11國86郡，後志國久遠郡成立。
- 1897年11月：北海道實施支廳制，此時久遠郡下轄久遠村、湯尻村、上古丹村、太田村、貝取澗村、平田內村、長磯村。[2]（7村）
- 1902年4月1日：太田村、上古丹村、久遠村、湯尻村合併為久遠村。[3]（4村）
- 1923年4月1日：平田內村、貝取澗村、長磯村合併為貝取澗村。（2村）
- 1955年4月1日：久遠村、貝取澗村合併為大成村。
- 1966年10月1日：大成村改制為大成町。（1町）
- 2005年9月1日：瀨棚郡瀨棚町、瀨棚郡北檜山町、久遠郡大成町合併為久遠郡瀨棚町。